# Maxglaner Zigeunermarsch
Der Maxglaner Zigeunermarsch (auch Maxglaner Zigeunerpolka, Maxglaner Marsch) ist ein beliebtes Volksmusikstück von Tobi Reiser. Der Titel kann der Alpenländischen Volksmusik zugerechnet werden. Es existieren sowohl Interpretationen als Marsch wie auch als Polka.

## Geschichte
Reiser veröffentlichte den Marsch 1971 unter dem Titel „Maxglaner Zigeuner Faschingsmarsch“ in seiner Sammlung „Die dritten 25“. Dort heißt es weiterhin, er habe sich musikalisch an den vor dem Ersten Weltkrieg üblichen Faschingsumzügen im Salzburger Stadtteil Maxglan orientiert, bei denen die Bürger, als „Zigeuner und herumziehendes Gesindel“ verkleidet, durch die Innenstadt gezogen wären. Der Wahrheitsgehalt dieser Erklärung ist allerdings fraglich. Wahrscheinlicher ist, dass es sich um Bemühungen Reisers handelt, die Komposition in einen möglichst traditionellen Kontext einzubetten.
Tatsächlich befand sich in Maxglan zwischen 1940 und 1943 ein Zwangslager für Sinti und Roma, manchmal auch als „Zigeunerlager Maxglan“ bezeichnet, von dem aus ein Großteil der Insassen in das KZ Auschwitz-Birkenau deportiert wurde. Ein Zusammenhang wird bisweilen in der Literatur angedeutet.
Bei der Eröffnungsfeier der Fußball-Weltmeisterschaft 2006 am 9. Juni 2006 wurde der Maxglaner Marsch bei einer Plattlereinlage einem breiteren Publikum bekannt.

## Weitere Versionen
Es existieren weitere Versionen des Marsches, so zum Beispiel der Titel „Maxlazibada“ von den Salzburger Nockerln. Eine weitere Bearbeitung stammt von Christof Zellhofer unter dem Namen „Maxglaner Reloaded“, die u. a. im Pausenfilm beim Neujahrskonzert der Wiener Philharmoniker 2016 interpretiert wurde.